# Cassiope ericoides
Cassiope ericoides är en ljungväxtart som först beskrevs av Pall., och fick sitt nu gällande namn av David Don. Cassiope ericoides ingår i släktet kantljungssläktet, och familjen ljungväxter. Inga underarter finns listade i Catalogue of Life.